# Oxyethira ikal
Oxyethira ikal är en nattsländeart som beskrevs av Wells och Huisman 1992. Oxyethira ikal ingår i släktet Oxyethira och familjen smånattsländor. Inga underarter finns listade i Catalogue of Life.